# Siódmy rząd Giulia Andreottiego

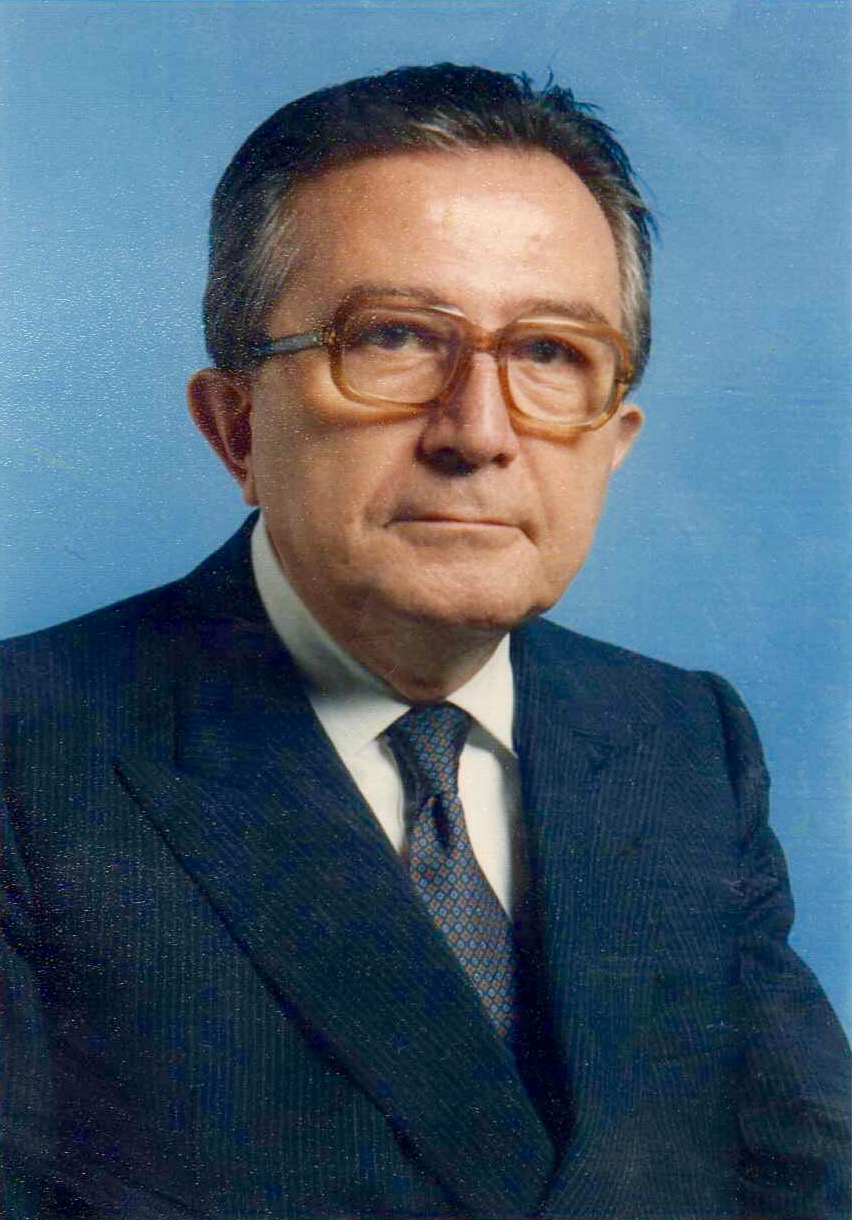
Giulio Andreotti

Siódmy rząd Giulia Andreottiego – rząd Republiki Włoskiej funkcjonujący od 12 kwietnia 1991 do 28 czerwca 1992.
Gabinet powstał w trakcie X kadencji Izby Deputowanych i Senatu, zastąpił poprzedni rząd tego samego premiera. Koalicję popierającą nowy gabinet tworzyły Chrześcijańska Demokracja (DC), Włoska Partia Socjalistyczna (PSI), Włoska Partia Socjaldemokratyczna (PSDI) i Włoska Partia Liberalna (PLI). Rząd miała współtworzyć również Włoska Partia Republikańska (PRI), jednak wycofała się, a wytypowani przez nią kandydaci na ministrów nie złożyli ślubowania. Funkcję wicepremiera i część stanowisk ministrów bez teki obsadzono następnego dnia po rozpoczęciu urzędowania. Gabinet zakończył funkcjonowanie po wyborach w 1992.

## Skład rządu
- premier, p.o. ministra zasobów państwowych, p.o. ministra kultury: Giulio Andreotti (DC)
- wicepremier, minister sprawiedliwości: Claudio Martelli (PSI)
- ministrowie bez teki:
  - do spraw sytuacji nadzwyczajnych w Mezzogiorno: Calogero Mannino (DC)
  - do spraw służb publicznych: Remo Gaspari (DC)
  - do spraw kontaktów z parlamentem: Egidio Sterpa (PLI)
  - do spraw koordynowania polityki wspólnotowej: Pier Luigi Romita (PSI)
  - do spraw regionalnych i reformy instytucjonalnej[2]: Mino Martinazzoli (DC)
  - do spraw koordynowania obrony cywilnej: Nicola Capria (PSI)
  - do spraw społecznych: Rosa Russo Iervolino (DC)
  - do spraw obszarów miejskich: Carmelo Conte (PSI)
  - do spraw diaspory i imigracji: Margherita Boniver (PSI)
- minister spraw zagranicznych: Gianni De Michelis (PSI)
- minister spraw wewnętrznych: Vincenzo Scotti (DC)
- minister budżetu i planowania gospodarczego: Paolo Cirino Pomicino (DC)
- minister finansów: Rino Formica (PSI)
- minister skarbu: Guido Carli (DC)
- minister obrony: Virginio Rognoni (DC)
- minister edukacji publicznej: Riccardo Misasi (DC)
- minister robót publicznych: Giovanni Prandini (DC)
- minister rolnictwa i leśnictwa: Giovanni Goria (DC)
- minister transportu: Carlo Bernini (DC)
- minister poczty i telekomunikacji: Carlo Vizzini (PSDI)
- minister przemysłu, handlu i rzemiosła: Guido Bodrato (DC)
- minister zdrowia: Francesco De Lorenzo (PLI)
- minister handlu zagranicznego: Vito Lattanzio (DC)
- minister marynarki handlowej: Ferdinando Facchiano (PSDI)
- minister pracy i ochrony socjalnej: Franco Marini (DC)
- minister turystyki: Carlo Tognoli (PSI)
- minister środowiska: Giorgio Ruffolo (PSI)
- minister szkolnictwa wyższego i badań naukowych: Antonio Ruberti (PSI)